# Rockland Township
Pour les articles homonymes, voir Rockland.
Rockland Township est une civil township du Comté d'Ontonagon, dans le Michigan. La population était estimée à 210 habitants en 2016.

Les communautés constituant cette civil township sont les suivantes :
- Rockland, un secteur non constitué en municipalité, code ZIP 49960 ;
- Victoria, un hameau peuplé par les employés de la mine Victoria, et déserté à partir de 1921, date de la fermeture de la mine ;
- Bruce Crossing (en), au sud de la civil township, dans la Stannard Township (en), dont le code ZIP 49912 couvre une partie de Rockland Township ;
- Ewen, au sud-ouest de la civil township, dans la McMillan Township (en), dont le code ZIP 49925 couvre une partie de Rockland Township ;
- Mass City (en), au nord-est de la civil township, dans la Greenland Township (en), dont le code ZIP 49948 couvre une partie de Rockland Township ;
- Ontonagon, au nord de la civil township, dans l'Ontonagon Township (en), dont le code ZIP 49953 couvre une partie de Rockland Township.